# 星叭克超有種
是一部2011年7月27日上映的加拿大电影。

## 演员
- Patrick Huard 饰 大卫
- Julie LeBreton（英语：Julie LeBreton） 饰 瓦莱丽
- Antoine Bertrand（英语：Antoine Bertrand） 饰 大卫的朋友以及律师
- Igor Ovadis 饰 大卫的父亲